# Новооржицька селищна територіальна громада
Новооржицька селищна територіальна громада — об'єднана територіальна громада в Україні, в Лубенському районі Полтавської області. Адміністративний центр — селище Новооржицьке.
Утворена 27 червня 2019 року шляхом об'єднання Новооржицької селищної ради та Воронинцівської, Черевківської сільських рад Оржицького району.
19 липня 2020 року, в результаті адміністративно - територіальної реформи та ліквідації Оржицького району, громада увійшла до складу новоутвореного Лубенського району.

## Населені пункти
До складу громади входять 1 селище (Новооржицьке) і 30 сіл:
- Біївці
- Богодарівка
- Вили
- Вишневе
- Воронинці
- Гінці
- Горобії
- Губське
- Духове
- Єнківці
- Заріччя
- Іванівка
- Карпилівка
- Козаче
- Котляревське
- Лазірки
- Макарівщина
- Максимівщина
- Несено-Іржавець
- Нове
- Новоселівка
- Остапівка
- Приймівщина
- Сліпорід
- Степурі
- Тарандинці
- Тимки
- Хорошки
- Хоружівка
- Черевки.